# Youlin Shuiku
Youlin Shuiku (kinesiska: 友邻水库) är en reservoar i Kina. Den ligger i provinsen Liaoning, i den nordöstra delen av landet, omkring 110 kilometer väster om provinshuvudstaden Shenyang. Youlin Shuiku ligger 81 meter över havet. Arean är 2,8 kvadratkilometer. Trakten runt Youlin Shuiku består till största delen av jordbruksmark. Den sträcker sig 2,4 kilometer i nord-sydlig riktning, och 2,1 kilometer i öst-västlig riktning.
Genomsnittlig årsnederbörd är 847 millimeter. Den regnigaste månaden är juli, med i genomsnitt 199 mm nederbörd, och den torraste är januari, med 7 mm nederbörd.